# 卢瓦尔河畔圣吕斯
卢瓦尔河畔圣吕斯（法語：Sainte-Luce-sur-Loire，法語發音：[sɛ̃t lys syʁ lwaʁ] ⓘ）是法国大西洋卢瓦尔省的一个市镇，位于该省中部，属于南特区和南特都会区，其市镇面积为11.45平方公里，2022年1月1日时人口数量为16,227人。
卢瓦尔河畔圣吕斯是南特都会区的组成部分，卢瓦尔河右岸，与南特市区相邻。

## 行政
卢瓦尔河畔圣吕斯的邮政编码为44980，INSEE市镇编码为44172。

## 地理

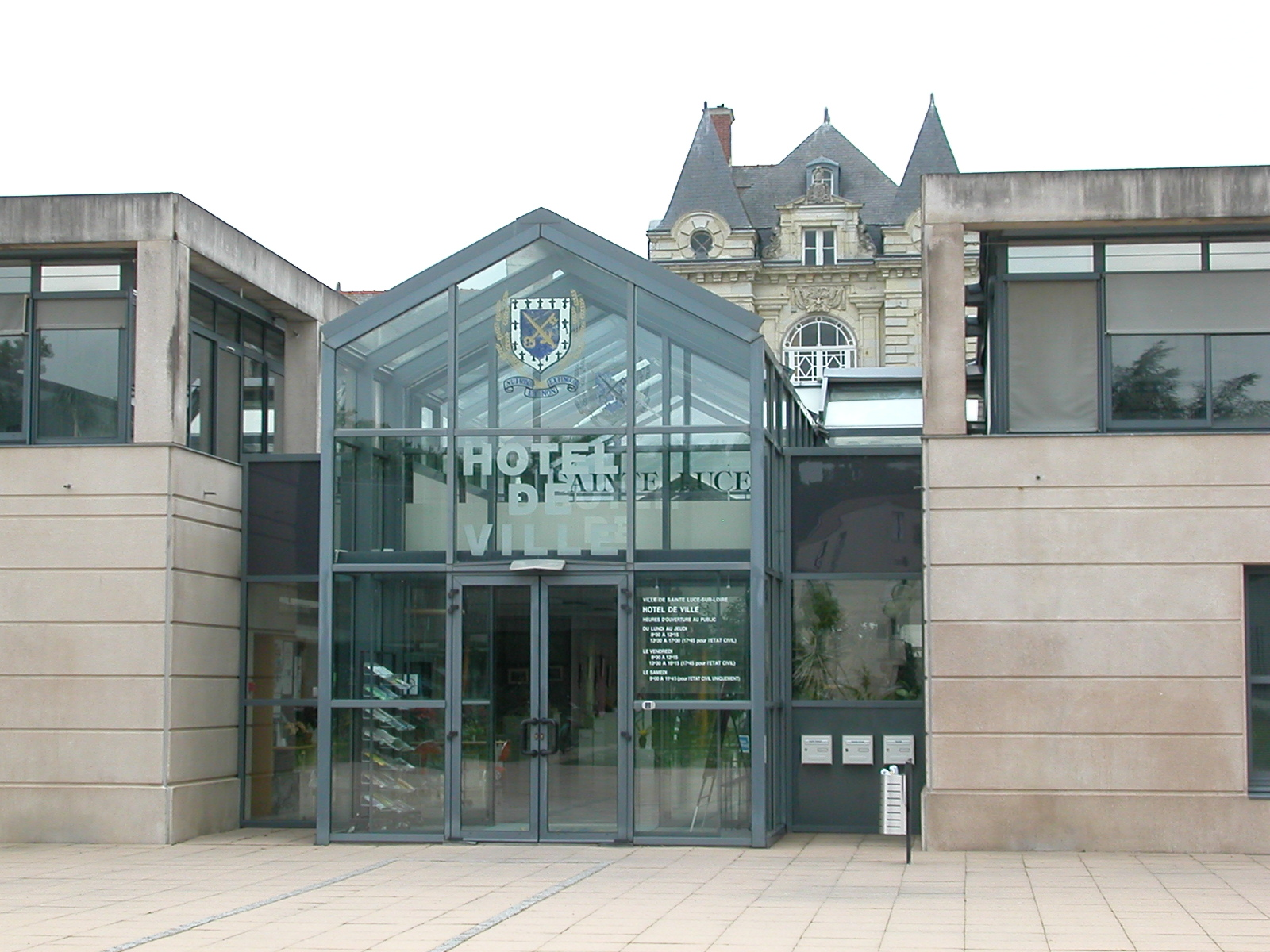
卢瓦尔河畔圣吕斯市政厅

卢瓦尔河畔圣吕斯（47°14'58"N, 1°29'12"W）位于法国西北部，卢瓦尔河地区大区西部和大西洋卢瓦尔省中部，距离南特市中心（商业广场）大约7公里。
与卢瓦尔河畔圣吕斯接壤的市镇包括：卡尔克富、圣于连德孔塞勒、下古莱讷、南特、卢瓦尔河畔图阿雷。
卢瓦尔河畔圣吕斯位于卢瓦尔河干流的右岸，隔河与圣朱利安德孔塞勒和下古莱讷相望。境内地势平坦，海拔在2至35米之间。
按照柯本气候分类法，卢瓦尔河畔圣吕斯属于较为典型的温带海洋性气候，全年温差较小，降水分布均匀。

## 历史
卢瓦尔河畔圣吕斯历史上长期为南特东部的重要卫星城，1598年4月13日，亨利四世曾在此会见了圣职者菲利普迪贝克，就《南特敕令》的草拟方案进行了最后的协商。二战后逐渐发展成为南特东部的一个卫星城。

## 交通
图尔－圣纳泽尔铁路经过境内，但未设车站。
南特环城大街东段和南特东部联络线（法国A811号高速公路）在境内交汇，另有大西洋卢瓦尔省省道D68线和D337线经过卢瓦尔河畔圣吕斯境内。E7线、77路、80路和87路经过卢瓦尔河畔圣吕斯境内并设有站点。

## 人口
| 年份   | 1936  | 1946  | 1954  | 1962  | 1968  | 1975  | 1982  | 1990  | 1999   | 2006   | 2011   | 2016   | 2017   |
| ------ | ----- | ----- | ----- | ----- | ----- | ----- | ----- | ----- | ------ | ------ | ------ | ------ | ------ |
| 人口數 | 1,278 | 1,417 | 1,961 | 2,929 | 3,420 | 5,939 | 8,399 | 9,648 | 11,263 | 11,776 | 12,699 | 15,247 | 15,360 |

## 社会
圣吕斯体育联盟（Union Sportive Lucéenne）是当地的一支足球队，参加地方性业余联赛。

## 媒体
《法国西部报》开设有卢瓦尔河畔圣吕斯专栏。

## 友好城市
- 德国 黑措根奥拉赫